# Гуго VIII де Лузиньян
Гуго́ VIII Старый де Лузинья́н (фр. Hugues VIII le Vieux de Lusignan), по прозвищу Коричневый (le Brun; 1106/1110, Пуату — 1164/1173) — сеньор де Лузиньян и граф де Ла Марш (ок. 1151). Сын Гуго VII де Лузиньяна и Саразины де Лезе.
Отправился в вооруженное паломничество в Святую Землю в 1163 году. Вильгельм Тирский рассказывает, что Гуго присоединился к Раймонду III, графу Триполи, византийскому дуке Киликии Константину Каламану и князю Боэмунду III Антиохийскому, чтобы отбить атаку Нур-ад-Дина на замок Крак-де-Шевалье в сентябре 1163 года. В августе 1164 года Гуго снова объединился с ними, чтобы отразить нападение эмира Алеппо на Харим, но попал в засаду, вместе с другими вождями был взят в плен и отправлен в Алеппо.
Современные историки полагают, что в отличие от остальных предводителей крестоносцев, которые через некоторое время были выкуплены, Гуго так и умер в плену. В прошлом, однако, высказывалось мнение, что он все-таки вернулся в Пуату, так как существует хартия, датированная 1171 годом, в которой он подтверждает дарения, сделанные его родителями аббатству Шателье.
Дата смерти Гуго VIII устанавливается предположительно. До конца XIX века считалось, что Гуго IX, наследовавший ему в 1173 году, был его сыном, однако затем было установлено, что отцом Гуго IX был старший сын Гуго VIII, также звавшийся Гуго и умерший в 1169 году, то есть, очевидно, ещё при жизни отца. Таким образом, смерть Гуго VIII датируется промежутком между 1164 (или даже 1169) и 1173 годами.

## Семья и дети
Жена (ранее 1147): Бургонь де Ранкон (ум. 1169), сеньора де Фонтене, дочь Жоффруа III де Ранкона, сира де Тайбур, и Фальсифии, сеньоры де Монконтур. Имели детей:
- Гуго (IX) де Лузиньян (ум. 1169), сосеньор де Лузиньян, умер при жизни отца, и последнему наследовал внук Гуго IX де Лузиньян
- Робер де Лузиньян, умер юным
- Эмери де Лузиньян (1145—1205), король Кипра и Иерусалима, известен под именем Амори II
- Жоффруа I де Лузиньян (1149—1224), граф Яффы и Аскалона, затем сеньор де Мерван, де Вуван и де Монконтур
- Пьер де Лузиньян (ум. после 1174), возможно, был рыцарем-госпитальером
- Ги де Лузиньян (1159—1192), король Иерусалима и Кипра
- Гильом де Лузиньян (после 1163 — до 1208), сеньор де Валенс; жена (с 1186): Беатриса де Куртене (ок. 1176 — после 1245), сеньора Торона (владела частью этого фьефа), Кастро Ново и Кабора, дочь Жослена III де Куртене, титулярного графа Эдессы. Вторым браком вышла за Отто, графа фон Геннеберг-унд-Ротенлаубен.